# Navadna glistovnica
Navadna glistovnica (znanstveno ime Dryopteris filix-mas) je pogosta vrsta praproti severne poloble. Domorodna je v večini Evrope, Azije in Severne Amerike, vendar je v Ameriki manj pogosta. 

## Opis
Botanično ime filix-mas pomeni moška praprot, saj je v preteklosti prevladovalo prepričanje, da je navadna glistovnica moški predstavnik praproti navadne podborke. 
Listi navadne glistovnice so polprezimni in pokončni. Iz zemlje poganjajo v šopih in lahko v višino dosežejo vse do 150 cm. Stebla so pokrita z oranžno-rjavimi luskami, listi pa so sestavljeni iz od 20 do 35 manjših nazobčanih lističev, ki iz stebla poganjajo somerno na obeh straneh. Seme so trosi, ki se razvijajo v trosiščih s krepkim ledvičasto oblikovanim zastiralcem na spodnji strani lističev. Cveti od junija do avgusta, trosi pa dozorijo med avgustom in novembrom. 
V naravi se navadna glistovnica pogosto križa z nepravo glistovnico in tudi s praprotjo vrste Dryopteris oreades.

## Uporabnost
Iz navadne glistovnice so  vzgojili več okrasnih kultivarjev, ki so postali priljubljene okrasne vrtne rastline.
V ljudskem zdravilstvu se je  v preteklosti zaradi strupenih snoviza uničevanje trakulje in ostalih notranjih zajedalcev uporabljal pripravek iz korenine navadne glistovnice, danes pa je uporaba teh pripravkov zaradi napredka v medicini redka. Danes se pripravki iz navadne glistovnice priporočajo le še za zunanjo uporabo pri zdravljenju revmatizma. Poleg omenjenega pripravki iz navadne glistovnice pomagajo pri zaustavljanju manjših krvavitev, pospešujejo celjenje ran, uporaba pa lahko izzove tudi splav. 
V preteklosti so ljudje za prehrano uporabljali mlade poganjke navadne glistovnice, ki pa so surovi strupeni, zato jih je potrebno pred zaužitjem dobro prekuhati, s čimer se odstranijo toksini.